# Nick Nurse
Pour les articles homonymes, voir Nurse.
Nick Nurse, né le 24 juillet 1967, à Carroll, dans l'Iowa, est un entraîneur américain de basket-ball. Il a notamment entraîné les Raptors de Toronto, équipe qu'il a emmené jusqu'au titre NBA durant la saison 2018-2019, sa première saison en tant qu'entraîneur principal au sein de la NBA. Il est actuellement l'entraîneur principal des 76ers de Philadelphie.

## Biographie

### Carrière en D-League
En 2007, Nurse a accepté le poste d’entraîneur principal pour l'Energy de l'Iowa, qui se préparaient pour leur première saison dans la NBA D-League (maintenant appelé la NBA G League). Son équipe a remporté les titres de division sous Nurse au cours des saisons 2008-2009 et 2009-2010. 
Après trois saisons au sein de l’équipe, Nurse a accepté de se joindre au staff des Cyclones d'Iowa State en tant qu’entraîneur adjoint en avril 2010. Peu de temps après, l’entraîneur principal des Cyclones, Greg McDermott (en), quitte son poste et Nurse retourne à son ancien poste d’entraîneur de l’Energy de l'Iowa. 
Au cours de la saison 2010-2011 de la NBA D-League, Nurse a reçu le prix d’entraîneur de l’année en ayant le meilleur bilan de la saison (37-13). Son équipe va remporter le championnat de la NBA D-League en 2011.
Avant la saison 2011-2012, Nurse quitte l’Energy de l'Iowa pour les Vipers de Rio Grande Valley, équipe évoluant également en D-League. 
Au cours de la saison 2012-2013, les Vipers ont terminé avec un bilan de 35 victoires pour 15 défaites et ont remporté la finale face aux Warriors de Santa Cruz. C'est son deuxième titre en tant qu'entraîneur.

### Carrière en NBA
En juillet 2013, Nurse quitte les Vipers pour un poste d’adjoint aux Raptors de Toronto, en NBA, sous la direction de Dwane Casey. Au cours de la saison 2017-2018, il a été crédité des changements apportés au plan offensif des Raptors, notamment sur l'augmentation des passes et de la réussite à trois points.
L'amélioration du jeu offensif va aider les Raptors à remporter 59 matchs durant la saison régulière, ce qui constituait un record de victoires sur une saison. Néanmoins, l'équipe est éliminée par les Cavaliers de Cleveland en demi-finales de conférence. Dwane Casey sera congédié par la suite.
Le 14 juin 2018, les Raptors ont promu Nurse au poste d’entraîneur principal. La saison 2018-2019 va voir les Raptors en tête de la conférence Est pour débuter les Playoffs, sous l'influence de Kawhi Leonard. Nurse va emmener les Raptors en finales NBA, une première pour la franchise, après avoir remporté le championnat de la Conférence Est en battant les Bucks de Milwaukee en six matchs. 
Le 13 juin, les Raptors vont se défaire des Warriors de Golden State en 6 matchs, ce qui symbolise le premier succès de la franchise canadienne dans la ligue, ainsi que le premier titre NBA de Nurse. Il devient ainsi le premier entraîneur à remporter les titres de NBA et de G-League (anciennement D-League).
Durant la période d'agents libres, Kawhi Leonard décide de rejoindre les Clippers de Los Angeles. Les journalistes américains anticipent une saison difficile pour les Raptors, certains d'entre eux vont la considérer comme une équipe de bas de tableau. Cependant, les Raptors réalisent, sous l'impulsion de Nurse, une belle saison 2019-2020, terminant la saison régulière à la deuxième place de la conférence est, et même deuxième meilleur bilan de la ligue, devant les deux équipes de Los Angeles notamment. Il est également nommé entraîneur du NBA All-Star Game 2020. Il est même élu entraîneur de l'année à l'issue de la saison régulière.
Le 21 avril 2023, après une saison décevante où les Raptors manquent les playoffs 2023, il est renvoyé de son poste d'entraîneur.
Fin mai 2023, il devient le nouvel entraîneur principal des 76ers de Philadelphie.

### Carrière en équipe nationale
Nurse a été adjoint sous la direction de Chris Finch, pour l’équipe nationale de Grande-Bretagne de 2009 à 2012, y compris pour les Jeux olympiques d’été de 2012 à Londres.
Le 24 juin 2019, Nurse est nommé sélectionneur de l’équipe nationale masculine du Canada pour la Coupe du monde de la FIBA 2019. Jordi Fernández le remplace à partir de juin 2023.

## Statistiques
| Champion NBA | Entraîneur de l'année | Participation en playoffs |

| Équipe       | Année     | Saison régulière | Saison régulière | Saison régulière | Saison régulière | Saison régulière           | Playoffs | Playoffs  | Playoffs | Playoffs | Playoffs                                                          |
| Équipe       | Année     | Matchs           | Victoires        | Défaites         | %                | Classement                 | Matchs   | Victoires | Défaites | %        | Résultat                                                          |
| ------------ | --------- | ---------------- | ---------------- | ---------------- | ---------------- | -------------------------- | -------- | --------- | -------- | -------- | ----------------------------------------------------------------- |
| Toronto      | 2018-2019 | 82               | 58               | 24               | 70,7             | 1er en division Atlantique | 24       | 16        | 8        | 66,7     | Champion NBA                                                      |
| Toronto      | 2019-2020 | 72               | 53               | 19               | 73,6             | 1er en division Atlantique | 11       | 7         | 4        | 63,6     | Défaite contre les Celtics de Boston en demi-finale de conférence |
| Toronto      | 2020-2021 | 72               | 27               | 45               | 35,7             | 5e en division Atlantique  | -        | -         | -        | -        | Pas de playoffs                                                   |
| Toronto      | 2021-2022 | 82               | 48               | 34               | 58,5             | 3e en division Atlantique  | 6        | 2         | 4        | 33,3     | Défaite contre les 76ers de Philadelphie au premier tour          |
| Toronto      | 2022-2023 | 82               | 41               | 41               | 50,0             | 5e en division Atlantique  | -        | -         | -        | -        | Pas de playoffs                                                   |
| Philadelphie | 2023-2024 | 82               | 47               | 35               | 57,3             | 3e en division Atlantique  | 6        | 2         | 4        | 33,3     | Défaite contre les Knicks de New York au premier tour             |
| Philadelphie | 2024-2025 | 82               | 24               | 58               | 29,3             | 5e en division Atlantique  | -        | -         | -        | -        | Pas de playoffs                                                   |
| Philadelphie | 2025-2026 | -                | -                | -                | -                | -                          | -        | -         | -        | -        | -                                                                 |
| Total        | Total     | 554              | 298              | 256              | 53,8             |                            | 47       | 27        | 20       | 57,4     | 1 titre NBA                                                       |

## Palmarès
- Champion NBA en 2019
- NBA Coach of the Year en 2020
- Champion de la Conférence Est de NBA en 2019
- 2× Champion de la NBA Development League en 2011 et 2013
- Entraîneur de l'année de la NBA Development League en 2011